# Jorge Rosenblut
Jorge Rosenblut Ratinoff (7 de julio de 1952) es un ingeniero, académico, empresario, consultor y político chileno, estrecho colaborador de los presidentes Patricio Aylwin y Eduardo Frei Ruiz-Tagle.

## Estudios y vida personal
Estudió en el Instituto Nacional General José Miguel Carrera de Santiago y luego ingeniería civil industrial en la Universidad de Chile, casa de estudios en la que, tras egresar, desempeñó actividades académicas.
En la década de 1980 cursó un máster en administración pública en la Universidad de Harvard de los Estados Unidos, hasta donde llegó siguiendo a su esposa, la arquitecta Liora Haymann, quien alcanzaría su posgrado en el Instituto Tecnológico de Massachusetts (MIT).
Separado de Haymann, tuvo una relación sentimental con la abogada y política Ximena Rincón entre 2014 y 2015.

## Carrera profesional

### Gobiernos de la Concertación
Laboraba en el Banco Mundial, en los Estados Unidos, cuando el político Edgardo Boeninger lo llamó para que trabajara con él en el Ministerio Secretaría General de la Presidencia, puntualmente como jefe de la División Interministerial.
En 1994 asumió como subsecretario de Telecomunicaciones del gobierno de Eduardo Frei Ruiz-Tagle, donde logró sacar adelante el multicarrier después de una dura negociación con las principales compañías del sector, entre las que se contaban CTC, Entel y Telex-Chile. Luego fue uno de los hombres más cercanos al presidente Frei, quien lo designó subsecretario general de la Presidencia, secundando a Genaro Arriagada.
Discrepancias políticas con algunos personeros de la gobernante Concertación —a la que lo ligaba entonces su militancia en el PPD— lo llevaron a trasladarse al sector privado.

### Empresario
En 1997 creó la empresa Desarrollo de Proyectos Estratégicos, la que se convirtió en su centro de operaciones en Chile.
Tras ello se acercó a los grupos económicos del país, llegando a ser presidente de Chilectra en 2000.
Decidido a aprovechar las oportunidades de negocios que abriría el Tratado de Libre Comercio Chile-Estados Unidos, inauguró en 2002 una filial de su consultora en Miami, esta vez bajo el nombre de Strategies and Business Development. Aterrizó allí con Patricio Kreutzberger, hijo de Mario Kreutzberger, con quien junto a la empresa de arquitectura Archiplan, de los hermanos Jaime e Ignacio Hernández y Raimundo Onetto, el argentino Manuel Grosskopf y el empresario cubano-estadounidense Pedro Martin, incursionó en la construcción de edificios de primera vivienda. Fue la demanda que generaron esos proyectos lo que lo llevó a radicarse en Miami a comienzos de 2004.
En 2005 fue el recaudador y uno de los principales nexos de la candidata socialista —y futura presidenta— Michelle Bachelet con el mundo empresarial.
En 2009, tras casi una década al frente de Chilectra, asumió la presidencia de Endesa. A fines de 2014, tras una reestructuración de los activos latinoamericanos decidida por la italiana Enel, accionista controlador de Endesa España, pasó a ocupar la presidencia de Enersis. Abandonó dicho asiento a mediados de 2015, en medio de acusaciones de haber participado en el financiamiento irregular de algunas campañas políticas.
En 2013, fue nombrado uno de los «100 hombres más poderosos de América Latina» por la revista Latin Business Chronicle.
Junto al economista Jorge Marshall, fueron puntales del think tank Expansiva, desde el cual mantuvieron por varios años su mirada sobre la coyuntura nacional.

## Nota
1. ↑  Sus principales roces fueron con el propio Arriagada, con el ministro de Defensa, Edmundo Pérez Yoma, y con el subsecretario de Obras Públicas, Guillermo Pickering. A estos dos últimos se les acusó de ser autores de comentarios despectivos (se habría hablado en privado de troika judía) contra tres integrantes judíos del Gobierno, entre ellos Rosenblut. Además, el entonces diputado Juan Carlos Latorre lo acusó de "impugnar, inhibir o simplemente evitar" que se concretaran algunos proyectos de ley que supuestamente perjudicaban al algunos empresarios.[cita requerida]